# NGC 2861
NGC 2861 (другие обозначения — UGC 4999, MCG 0-24-10, ZWG 6.38, IRAS09210+0220, PGC 26607) — спиральная галактика с перемычкой и кольцевой структурой, находится в созвездии Гидры на расстоянии около 67 Мпк. Открыта Альбертом Мартом в 1864 году.
Этот объект входит в число перечисленных в оригинальной редакции «Нового общего каталога».
Имеет морфологический тип SB(r)bc по де Вокулёру. Входит в состав «ложного» (оптического) триплета галактик: они проецируются на небесную сферу вблизи друг от друга, однако в действительности сильно разнесены по лучу зрения, что вытекает из их относительной лучевой скорости, достигающей 2100 км/с. Повёрнута осью к наблюдателю, благодаря чему её спиральная структура хорошо видна. Перемычка (бар) соединяется с внутренним кольцом. В структуру галактики входят множественные рукава, которые становятся более тусклыми и голубыми к периферии.